# Sanduíche de bacon, ovo e queijo
Um sanduíche de bacon, ovo e queijo (português brasileiro) ou sandes de bacon, ovo e queijo (português europeu) é um sanduíche de café da manhã popular nos Estados Unidos e também no Canadá. É feito com bacon, ovos (tipicamente fritos ou mexidos), queijo e pão, que pode ser amanteigado e torrado. Existem muitos sanduíches parecidos, substituindo o bacon por produtos de carne alternativos ou usando diferentes variedades de queijo ou pão.

## Variações

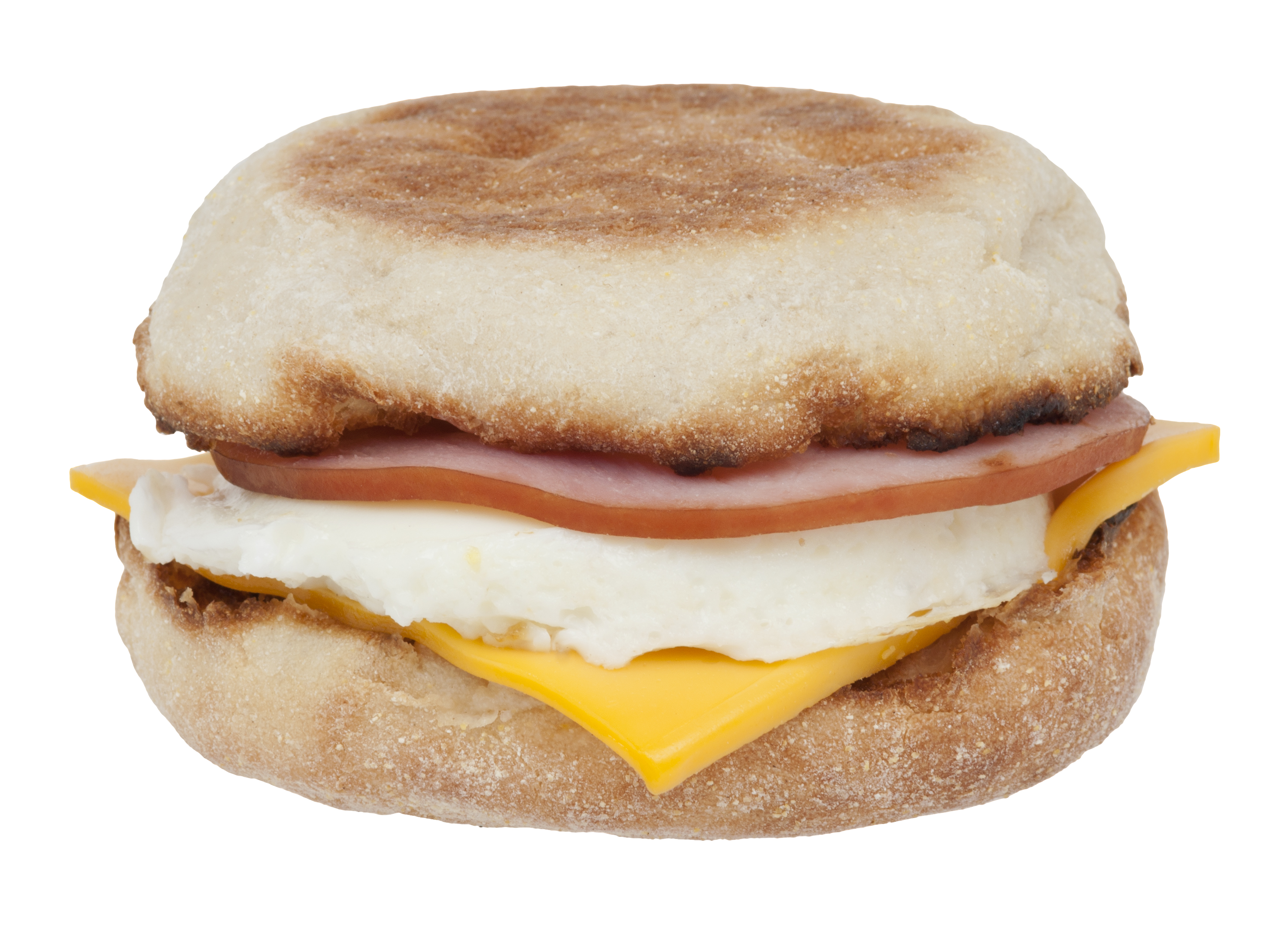
McDonald's Egg McMuffin, um sanduíche de bacon, ovo e queijo com lombo canadense

Um sanduíche típico com esses ingredientes tem cerca de 20 gramas de gordura e 350 calorias. Uma versão foi adaptada para fazer uma refeição com baixo teor de carboidratos. Nos Estados Unidos, o sanduíche de bacon, ovo e queijo também foi modificado em um produto alimentício pré-embalado como Hot Pocket (170 calorias e 7 gramas de gordura) e um Lean Pocket (150 calorias e 4,5 gramas de gordura).